# Ferenginar
Ferenginar is een fictieve planeet in de televisieserie Star Trek. De planeet staat bekend om zijn bijna constante hevige regens, verspreid over de hele planeet, zijn rottende plantengroei en rivieren van modder.
De planeet ligt in het alpha-kwadrant op 55 lichtjaar van Cardassia Prime, en 60 lichtjaar van Bajor.